# Klamy
Klamy es una localidad de Polonia situada en Mazovia. Según el censo de 2011, tiene una población de 30 habitantes.
Está ubicado en el municipio (gmina) de Wyśmierzyce, perteneciente al condado (powiat) de Białobrzegi. Se encuentra aproximadamente a 8 km al noreste de Wyśmierzyce, a 3 km al oeste de Białobrzegi, y a 64 km  al sur de Varsovia. 
Entre 1975 y 1998 perteneció al voivodato de Radom.